# L'In extremis tour
Albums de Francis Cabrel
In extremis
(2015) L'Essentiel 1977-2017
(2017)
L'In extremis tour est un album live de Francis Cabrel, enregistré les 4 et 5 mars 2016, dans la salle de Forest National, à Bruxelles, pendant la tournée suivant la sortie de l'album In extremis. 
Il est composé d'un double CD et d'un DVD ou d'un blu-ray. Il est également disponible en quadruple disque vinyle. Il est sorti le 14 octobre 2016. Album enregistré et mixé par Ludovic Lanen et réalisé par Michel Françoise. Mastering "La Source".

## Liste des morceaux
Les CD et DVD comprennent les titres suivants : 
| No  | Titre                                                         | Paroles                               | Musique                        | Durée |
| --- | ------------------------------------------------------------- | ------------------------------------- | ------------------------------ | ----- |
| 1.  | La Voix du crooner                                            | Francis Cabrel                        | Francis Cabrel                 | 3:59  |
| 2.  | Assis sur le rebord du monde                                  | Francis Cabrel                        | Francis Cabrel                 | 4:20  |
| 3.  | La Fille qui m'accompagne                                     | Francis Cabrel                        | Francis Cabrel                 | 4:49  |
| 4.  | Mandela, pendant ce temps                                     | Francis Cabrel                        | Francis Cabrel                 | 5:28  |
| 5.  | Partis pour rester                                            | Francis Cabrel                        | Francis Cabrel                 | 4:45  |
| 6.  | Les Gens absents                                              | Francis Cabrel                        | Francis Cabrel                 | 5:32  |
| 7.  | C'est écrit                                                   | Francis Cabrel                        | Roger Secco - Michel Françoise | 5:39  |
| 8.  | Encore et encore                                              | Francis Cabrel                        | Roger Secco                    | 4:28  |
| 9.  | Petite Sirène                                                 | Francis Cabrel                        | Jean-Pierre Bucolo             | 3:39  |
| 10. | L'Encre de tes yeux                                           | Francis Cabrel                        | Francis Cabrel                 | 3:47  |
| 11. | Cent ans de plus                                              | Francis Cabrel                        | Francis Cabrel                 | 5:38  |
| 12. | Dur comme fer                                                 | Francis Cabrel                        | Francis Cabrel                 | 5:49  |
| 13. | Le Chêne liège                                                | Francis Cabrel                        | Francis Cabrel                 | 3:59  |
| 14. | African Tour                                                  | Francis Cabrel                        | Francis Cabrel                 | 5:58  |
| 15. | Petite Marie                                                  | Francis Cabrel                        | Francis Cabrel                 | 5:03  |
| 16. | Je t'aimais, je t'aime, je t'aimerai                          | Francis Cabrel                        | Francis Cabrel                 | 4:31  |
| 17. | Hors-saison                                                   | Francis Cabrel                        | Francis Cabrel                 | 5:41  |
| 18. | La Robe et l'Échelle                                          | Francis Cabrel                        | Francis Cabrel                 | 4:53  |
| 19. | La Corrida                                                    | Francis Cabrel                        | Francis Cabrel                 | 7:13  |
| 20. | Sarbacane                                                     | Francis Cabrel                        | Francis Cabrel                 | 5:58  |
| 21. | Les Tours gratuits                                            | Francis Cabrel                        | Francis Cabrel                 | 5:17  |
| 22. | Octobre                                                       | Francis Cabrel                        | Francis Cabrel                 | 3:42  |
| 23. | La Dame de Haute-Savoie                                       | Francis Cabrel                        | Francis Cabrel                 | 5:18  |
| 24. | Rosie                                                         | Donald Miller - Adapt. Francis Cabrel | Jackson Browne                 | 3:18  |
| 25. | In extremis                                                   | Francis Cabrel                        | Francis Cabrel                 | 6:35  |
| 26. | Quinn l'Esquimau (Bonus sur le CD et le disque)               | Bob Dylan - Adapt. Francis Cabrel     | Bob Dylan                      | 3:40  |
| 27. | À chaque amour que nous ferons (Bonus sur le CD et le disque) | Francis Cabrel                        | Francis Cabrel                 | 5:05  |

## DVD
Le DVD reprend le concert, ainsi qu'un making of de 40 minutes et le clip de Dur comme fer. Le making-of reprend les témoignages de Carla Bruni, Julien Doré, Thomas Dutronc, Patrick Fiori, Serge Lama, Maxime Le Forestier, Nolwenn Leroy, Renan Luce et Pascal Obispo. La réalisation du DVD est de Karim Ouaret.